# Mallotus leptostachyus
Mallotus leptostachyus är en törelväxtart som beskrevs av Joseph Dalton Hooker. Mallotus leptostachyus ingår i släktet Mallotus och familjen törelväxter. Inga underarter finns listade i Catalogue of Life.